# Kyle Sinckler
Kyle Norval Jonathan Sean Sinckler (Wandsworth, 30 marzo 1993) è un rugbista a 15 internazionale per l'Inghilterra, che gioca come pilone negli Bristol.

## Biografia
Sinckler esordì da sostituto contro Gloucester in Premiership 2011-12 nelle file degli Harlequins, poi fu in prestito al Richmond. Dopo sole sette apparizioni in tutte le competizioni durante la stagione rugbistica 2012-13 in cui vinse la Coppa Anglo-Gallese, iniziò la successiva in prestito negli Ealing Trailfingers, ma dopo un solo incontro disputato fu richiamato negli Harlequins dove si impose come titolare durante l'anno.
Nel 2016, con la squadra londinese, raggiunse la finale di Challenge Cup persa contro Montpellier.
Fu nell'Under-20 inglese al mondiale di categoria 2012, poi vestì la sua prima maglia non ufficiale contro i Barbarians a giugno 2014 a Twickenham: a fine anno esordì contro il Sudafrica sotto la gestione di Stuart Lancaster.
Il nuovo C.T. Eddie Jones lo schierò, ogni volta a partire dalle riserve, negli incontri con Figi, Argentina e Australia sempre durante i rispettivi tour europei di fine anno.
Durante il Sei Nazioni 2017 giocò quattro incontri.
Ad aprile 2017 Warren Gatland lo convocò nei British Lions per il loro tour in Nuova Zelanda, nel corso del quale scese in campo in sette incontri, compresi tutti e tre i test match contro gli All Blacks.
Convocato per la squadra inglese alla Coppa del Mondo di rugby 2019, ha raggiunto con essa la finale del torneo.

## Palmarès
- Coppe Anglo-Gallesi: 1
Harlequins: 2012-13
- Challenge Cup: 1
Bristol: 2019-20